# 哈萨克斯坦饮食

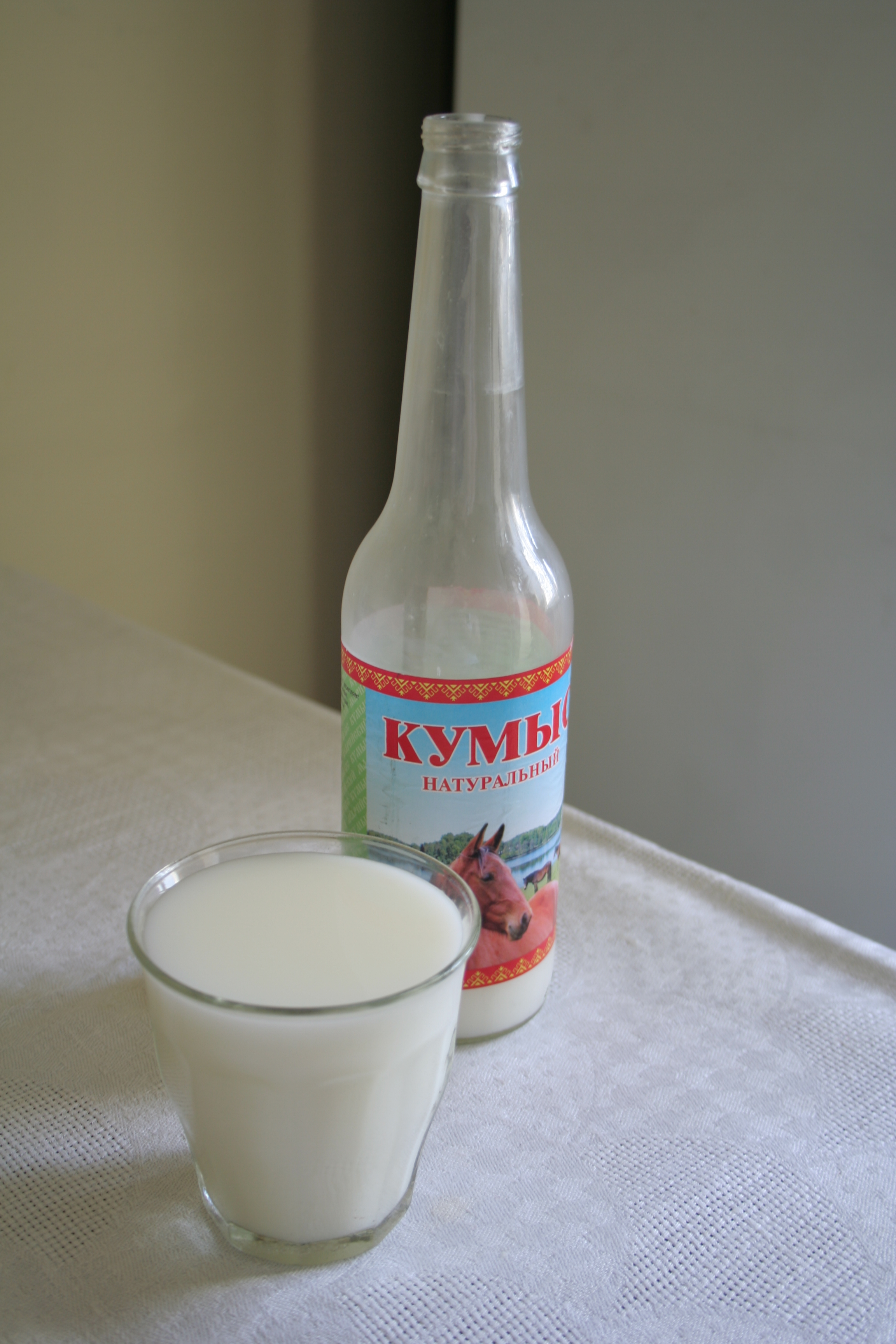
一個瓶子與用杯子盛裝的馬奶酒。

哈萨克斯坦饮食文化，传统上以马肉、羊肉、乳制品为中心。几百年来，哈萨克人一直是中亚草原和沙漠上的游牧民，畜养牛、羊、马、骆驼。哈萨克斯坦饮食深受游牧生活的影响，例如大多数的烹饪技术都以长期保存为目标。

## 菜肴
哈薩克人的菜肴有：
- 炒羊肉：加上洋蔥、動物油一起炒。
- 別什巴爾馬克：燉熟的馬肉或羊肉加上湯、面片。
- 餃子：以牛肉、羊肉作餡。
- 手把肉

## 飲料
- 馬奶酒
- 奶茶
- 駱駝奶